# Natalia Monge
Natalia Vanessa "Naty" Monge Quirós (Aserrí, 23 de febrero de 1985) es una presentadora, humorista, relacionista pública y actriz costarricense. En el año 2014, Monge hizo su debut en el cine en la película costarricense Maikol Yordan de viaje perdido.

## Biografía
Nació en Aserrí, el 23 de febrero de 1985. Hija de Gilberth Monge Madrigal y Victoria Quirós Calderón. Se crio en el cantón de Aserrí. Cuando cumplió sus 2 años de edad se trasladó a vivir a la provincia de Heredia, donde hasta la actualidad reside. Natalia asistió a uno de los centros estudiantiles más importantes del país, el Conservatorio de Castella, donde estudió danza, ballet, piano, artes plásticas y canto, siendo una de las estudiantes con mejores notas en su salón. Posteriormente estudia danza en la Universidad Nacional de Costa Rica por 2 años, la cual tuvo que abandonar por una lesión en sus tendones de Aquiles. Tiempo después decide estudiar administración de empresas durante 3 años en la Universidad de Costa Rica, y relaciones públicas en la Universidad Latina de Costa Rica, donde se graduó de Bachiller en el año 2009. Actualmente, cursa la Maestría en Comunicación Corporativa en el Centro Interamericano de Posgrados, de la Universidad Latina de Costa Rica y trabaja como una de las coordinadoras de negocios de internet de la compañía Central de Radios, realizando labores de relaciones públicas y mercadeo.

## Trayectoria en la radio
Inició su carrera en la radio desde el año 2008 en el programa radiofónico Pelando el Ojo como actriz e imitadora de voces, dando vida a varios personajes originales como Martha Emilia, Valerita y la Doctora Gran Pola. De igual manera imita a varias personalidades nacionales como internacionales como a Pilar Cisneros, Gloria Trevi y Shakira. También realiza locución comercial.

## Trayectoria televisiva
Monge inició en la televisión en el año 2009 en la llamada Selección Mayor del Humor en la televisora Repretel, junto con sus compañeros de Pelando el Ojo, participando en espacios y actividades especiales del país como lo son el Festival de la Luz y la transmisión de las fiestas de fin de año de San José, donde con su humor provocan momentos de entretenimiento para el público costarricense. A mediados del año 2013, fue contratada para que fuera presentadora en la revista matutina Giros, de dicha televisora. También fungió por varios años como copresentadora en el programa Informe 11. En el año 2021 incursiona en Repretel y a la vez en la competencia Teletica, respectivamente como imitadora  en el programa La Matraca, y como jueza en el programa Tu cara me suena. 
Después de un tiempo como presentadora en el programa De boca en boca, ahora presenta en la revista matutina  Buen Día.

## Trayectoria en el cine
En 2014, el elenco humorístico de La Media Docena la incluyó en la filmación de su primer largometraje, titulado Maikol Yordan de viaje perdido. En este trabajo, Monge encarnó el papel de Concepción, la esposa del protagonista. La película fue un éxito de taquilla en los cines nacionales.
Cuatro años después en 2018, se estrenó la secuela de dicha película, con el título Maikol Yordan 2: La cura lejana. En esta segunda entrega la actriz asumió el mismo papel y el de su hermana gemela Ana Clemencia, gracias a un ingenioso montaje audiovisual

## Personajes
| Personajes        | Descripción                                               |
| ----------------- | --------------------------------------------------------- |
| Martha Emilia     | Futbolista, directora de las Aplanadoras Fútbol Club.     |
| Valerita          | Niña consentida.                                          |
| Cinthia de la O   | Una adolescente creída que exalta su condición económica. |
| Doctora Gran Pola | Doctora experta en sexualidad quien ayuda a las mujeres.  |

## Imitaciones
| Imitación              | Descripción del Artista            |
| ---------------------- | ---------------------------------- |
| Pilar "Piñar" Cisneros | Periodista y directora de moticias |
| Laura Chinchilla       | Presidenta de Costa Rica 2010-2014 |
| Shakira                | Cantante colombiana                |
| Gloria Trevi           | Cantante mexicana                  |

## Cadenas en las que labora
| Cadena   | Programa            | Espacio laboral |
| -------- | ------------------- | --------------- |
| Teletica | Buen Día            | Presentadora    |
| Teletica | Espacios especiales | Humorista       |